# 髮夾日本花介
髮夾日本花介（学名：Nipponocythere compta）为彎貝介科日本花介屬下的一个种。